# Verbascum glomeratum
Verbascum glomeratum är en flenörtsväxtart som beskrevs av Pierre Edmond Boissier. Verbascum glomeratum ingår i släktet kungsljus, och familjen flenörtsväxter. Inga underarter finns listade i Catalogue of Life.